# Skoki do wody na Letnich Igrzyskach Olimpijskich 2012 – trampolina 3 m synchronicznie mężczyzn
Konkurs skoków do wody z trampoliny 3 m mężczyzn synchronicznie podczas Letnich Igrzysk Olimpijskich 2012 rozegrany został 1 sierpnia. Zawody rozgrywane były w Aquatics Centre.

## Format
W każdej rundzie para zawodników wykonuje po 6 skoków. Zawodników ocenia 11 sędziów: po trzech na każdego zawodnika i pięciu ocenia synchronizację skoków. Pod uwagę brane są tylko środkowa ocena każdego z zawodników i trzy środkowe oceny synchronizacji. Z tych pięciu ocen liczona jest średnia, którą następnie mnoży się przez 3 i przez stopień trudności skoków co daje końcowy wynik. Wszystkie noty są sumowane i wygrywa para z najlepszym wynikiem końcowym.

## Terminarz
Czas UTC+1:00
| Data                  | Godzina | Runda |
| --------------------- | ------- | ----- |
| Środa 1 sierpnia 2012 | 15:00   | Finał |

## Wyniki
Wyniki:
| Pozycja | Zawodnicy                           | Skok  | Skok  | Skok  | Skok  | Skok   | Skok   | Suma punktów |
| Pozycja | Zawodnicy                           | 1     | 2     | 3     | 4     | 5      | 6      | Suma punktów |
| ------- | ----------------------------------- | ----- | ----- | ----- | ----- | ------ | ------ | ------------ |
| złoto   | Luo Yutong Qin Kai                  | 56.40 | 52.20 | 85.68 | 88.74 | 104.88 | 89.10  | 477.00       |
| srebro  | Ilja Zacharow Jewgienij Kuzniecow   | 54.00 | 51.60 | 84.66 | 79.80 | 89.25  | 100.32 | 459.63       |
| brąz    | Troy Dumais Kristian Ipsen          | 51.60 | 53.40 | 80.91 | 90.09 | 84.00  | 86.70  | 446.70       |
| 4       | Ołeksij Pryhorow Ilja Kwasza        | 51.00 | 51.00 | 83.64 | 87.78 | 81.60  | 79.20  | 434.22       |
| 5       | Chris Mears Nicholas Robinson-Baker | 52.20 | 52.20 | 77.22 | 78.54 | 84.66  | 87.78  | 432.60       |
| 6       | Alexandre Despatie Reuben Ross      | 54.00 | 50.40 | 72.00 | 82.62 | 80.19  | 82.62  | 421.83       |
| 7       | Yahel Castillo Julián Sánchez       | 54.60 | 50.40 | 86.70 | 79.18 | 65.10  | 78.54  | 415.14       |
| 8       | Huang Qiang Bryan Lomas             | 52.80 | 52.20 | 78.12 | 80.19 | 63.24  | 78.54  | 405.09       |